# Klas Katt
Klas Katt est un personnage de bande dessinée créé par Gunnar Lundkvist, éponyme d'une série très populaire en Suède, et publiée en France pour la première fois en 1997 dans Lapin.

## Documentation
- Glotz, « Philosophie de Klas Katt », dans Comix Club n°4, janvier 2007, p. 62-71.
- Gunnar Lundkvist (int. Ancha d'après des questions de Glotz et Jean-Paul Jennequin), « Rencontre avec Gunnar Lundkvist », dans Comix Club n°6, octobre 2007, p. 11-20.